# Plakortis angulospiculatus
Plakortis angulospiculatus är en svampdjursart som först beskrevs av Carter 1882.  Plakortis angulospiculatus ingår i släktet Plakortis och familjen Plakinidae.
Artens utbredningsområde är Jamaica. Inga underarter finns listade i Catalogue of Life.